# Yui Hasegawa
Yui Hasegawa (長谷川 唯, 29 de gener de 1997) és una futbolista professional japonesa que juga com a migcampista per al Manchester City de la Women's Super League i per a la selecció nacional del Japó. És una migcampista versàtil, capaç de jugar en diverses posicions del mig del camp, tant com a migcampista ofensiva com a defensiva.
Nascuda a Sendai, a la prefectura de Miyagi, i criada a Toda, a Saitama, Hasegawa va jugar al futbol juvenil amb el Tokyo Verdy Beleza abans de començar la seva carrera amb l'equip sènior el 2013. El 2021, Hasegawa es va unir a l'AC Milan abans de traslladar-se al West Ham United al final de la temporada 2020-21 de la Serie A. Es va unir al Manchester City a l'estiu del 2022 després de passar una temporada amb el West Ham United.
Internacional absoluta des del 2017, Hasegawa ha representat Japó a la Copa del Món de la FIFA de 2019 i 2023, als Jocs Olímpics de 2020 i de 2024, així com a la Copa d'Àsia de l'AFC de 2018 i 2022. Fins al novembre de 2023, havia marcat 18 gols en 75 aparicions per Japó.

## Selecció del Japó
Va debutar amb la selecció del Japó el 2017. Ha disputat més de 75 partits amb la selecció del Japó, amb 18 gols anotats. Ha disputat la Copa del Món de 2019, la Copa del Món de 2023, a més dels Jocs Olímpics de Tokio 2020 i els Jocs Olímpics de París 2024.

## Estadístiques
| Club             | Temporada     | Lliga                | Lliga | Lliga | National Cup | National Cup | League Cup | League Cup | Internacional | Internacional | Total | Total |
| Club             | Temporada     | Divisió              | Ap.   | Gols  | Ap.          | Gols         | Ap.        | Gols       | Ap.           | Gols          | Ap.   | Gols  |
| ---------------- | ------------- | -------------------- | ----- | ----- | ------------ | ------------ | ---------- | ---------- | ------------- | ------------- | ----- | ----- |
| Nippon TV Beleza | 2013          | Nadeshiko League     | 17    | 0     | 2            | 0            | 8          | 2          | —             | —             | 27    | 2     |
| Nippon TV Beleza | 2014          | Nadeshiko League     | 21    | 0     | 4            | 3            | —          | —          | —             | —             | 25    | 3     |
| Nippon TV Beleza | 2015          | Nadeshiko League     | 22    | 3     | 4            | 1            | —          | —          | —             | —             | 26    | 4     |
| Nippon TV Beleza | 2016          | Nadeshiko League     | 18    | 2     | 4            | 3            | 10         | 3          | —             | —             | 32    | 8     |
| Nippon TV Beleza | 2017          | Nadeshiko League     | 18    | 3     | 5            | 1            | 6          | 1          | —             | —             | 29    | 5     |
| Nippon TV Beleza | 2018          | Nadeshiko League     | 18    | 3     | 5            | 1            | 5          | 3          | —             | —             | 28    | 7     |
| Nippon TV Beleza | 2019          | Nadeshiko League     | 16    | 1     | 5            | 2            | 3          | 1          | 3             | 0             | 27    | 4     |
| Nippon TV Beleza | 2020          | Nadeshiko League     | 18    | 7     | 5            | 0            | —          | —          | —             | —             | 23    | 7     |
| Nippon TV Beleza | Total         | Total                | 148   | 19    | 34           | 11           | 32         | 10         | 3             | 0             | 217   | 40    |
| A.C. Milan       | 2020–21       | Serie A              | 9     | 3     | 4            | 0            | —          | —          | —             | —             | 13    | 3     |
| West Ham United  | 2021–22       | Women's Super League | 17    | 2     | 3            | 0            | 3          | 0          | —             | —             | 23    | 2     |
| Manchester City  | 2022–23       | Women's Super League | 20    | 1     | 2            | 0            | 5          | 0          | —             | —             | 27    | 1     |
| Manchester City  | 2023–24       | Women's Super League | 22    | 0     | 3            | 0            | 5          | 1          | —             | —             | 30    | 1     |
| Manchester City  | Total         | Total                | 42    | 1     | 5            | 0            | 10         | 1          | —             | —             | 57    | 2     |
| Total carrera    | Total carrera | Total carrera        | 216   | 25    | 46           | 11           | 45         | 11         | 3             | 0             | 310   | 47    |